# Старший военный советник председателя Объединённого комитета начальников штабов
Старший военный советник председателя Объединённого комитета начальников штабов (англ. Senior enlisted advisor to the chairman) (SEAC) — самая высокая должность младшего начальствующего (сержантского, или же унтер-офицерского) состава в вооруженных силах армии США. Старший военный советник назначается совместным решением президента США и председателя Объединенного комитета начальников штабов в качестве официального представителя для решения служебных вопросов рядового и сержантского состава в высшем руководстве армии США. Старший военный советник председателя Объединённого комитета начальников штабов служит по поручению министра обороны. Его точные обязанности различаются в зависимости от решения председателя, хотя обычно он проводит много времени, путешествуя по Министерству обороны, наблюдая за обучением, общаясь с военнослужащими и их семьями. Обычный срок назначения составляет четыре года, которые проходят одновременно с председателем, но действующий сотрудник может быть повторно назначен на более длительный срок. Первым этот пост занял Уильям Джозеф Гейни. С 13 декабря 2019 г этот пост занимает Колон-Лопес, Раймон, который служит в ВВС США. 

## Роль и обязанности
- Старший военный советник председателя Объединённого комитета начальников штабов осуществляет надзор в любой области, которую ему поручает председатель комитета. Старший военный советник является представителем председателя Объединённого комитета начальников штабов во всех службах. В некоторых случаях и сам может являться представителем для ранее перечисленных членов организации и боевых командиров во время встреч с лидерами служб, гражданского сообщества и руководителями служб других стран. Данная должность не входит в прямую цепочку командования SEA, однако она находится в цепочке связи унтер-офицера. Должность старшего военного советника является связующим звеном председателя с SEA. Во время посещения районов своей деятельности, Старший военный советник председателя Объединённого комитета начальников штабов выявляет вопросы и проблемы, которые могут повлиять на службу в целом. При выявлении проблемы он работает со службами, чтобы найти общее решение проблемы, если это возможно.
- Старший военный советник является советником председателя по всем вопросам, касающимся интеграции, использования и развития объединенных сил. Кроме того, в его обязанности входит: помогать развивать совместное профессиональное образование, связанное с сержантским составом, расширять использование старших сержантов в совместных боевых штабах и поддерживать обязанности председателя в соответствии с указаниями.
- При выполнении функций, ролей и обязанностей старший военный советник председателя Объединённого комитета начальников штабов, в соответствующих случаях, консультируется и обращается за советом к SEA службам и боевым командирам.
- Он созывает регулярные встречи с SEA службами и боевыми командованиями для решения вопросов по службе.

## Знаки различия
- Старший военный советник председателя Объединённого комитета начальников штабов армии США носят уникальный знак различия на воротнике с изображением части щита, в остальном же он схож с знаком различия адъютанта председателя Объединенного комитета начальников штабов (за исключением орла на вершине), помещенного на золотой диск для рядового состава армии. Медный воротник также носится вместо отличительных знаков различия подразделения на его берете, пилотке и пуловере. Этот знак отличия соответствует ошейникам рядовых солдат армии США и сделан по образцу ошейника сержанта-майора армии.
- 9 декабря 2019 года было объявлено, что нынешние и будущие старшие советники председателя будут носить уникальные знаки различия с изображением орла, сжимающего три стрелы, окруженные четырьмя звездами, которые будут включены в знаки различия, под кодом E-9. Этому объявлению предшествовали сержант-майор Брайан Батталья и Уильям Гейни, поэтому они носили знаки различия сержант-майора и главного сержант-майора соответственно. К концу 2019 года армия и военно-воздушные силы были единственными двумя службами, которые создали знаки различия воинских званий.
- Институту геральдики было поручено разработать знаки различия Старшего военного советника председателя Объединённого комитета начальников штабов для всех служб. Дизайн знака различия корпуса морской пехоты был завершен в 2020 году финансовом году. В свою же очередь дизайн и разработка знаков различия ВМС будет координироваться военно-морским флотом.

Знаки различия Старшего военного советника председателя Объединённого комитета начальников штабов
Сухопутные войска (2019 — н. в.)
Корпус морской пехоты (2020 — н. в.)
Военно-воздушные силы (2019 — н. в.)